# Kiri Te Kanawaová
Kiri Janette Te Kanawa, rodným jménem Claire Mary Teresa Rawstron (* 6. března 1944 Gisborne, Nový Zéland) je novozélandská operní pěvkyně, lyrická sopranistka. 

## Život
V dětství byla adoptována do rodiny Te Kanawa. Její adoptivní matka byla irského původu, otec původu maorského. Její fyzičtí rodiče byli obdobného původu, matka patřila k Novozélanďanům přistěhovalým z Irska a její otec byl Maor.

## Operní kariéra

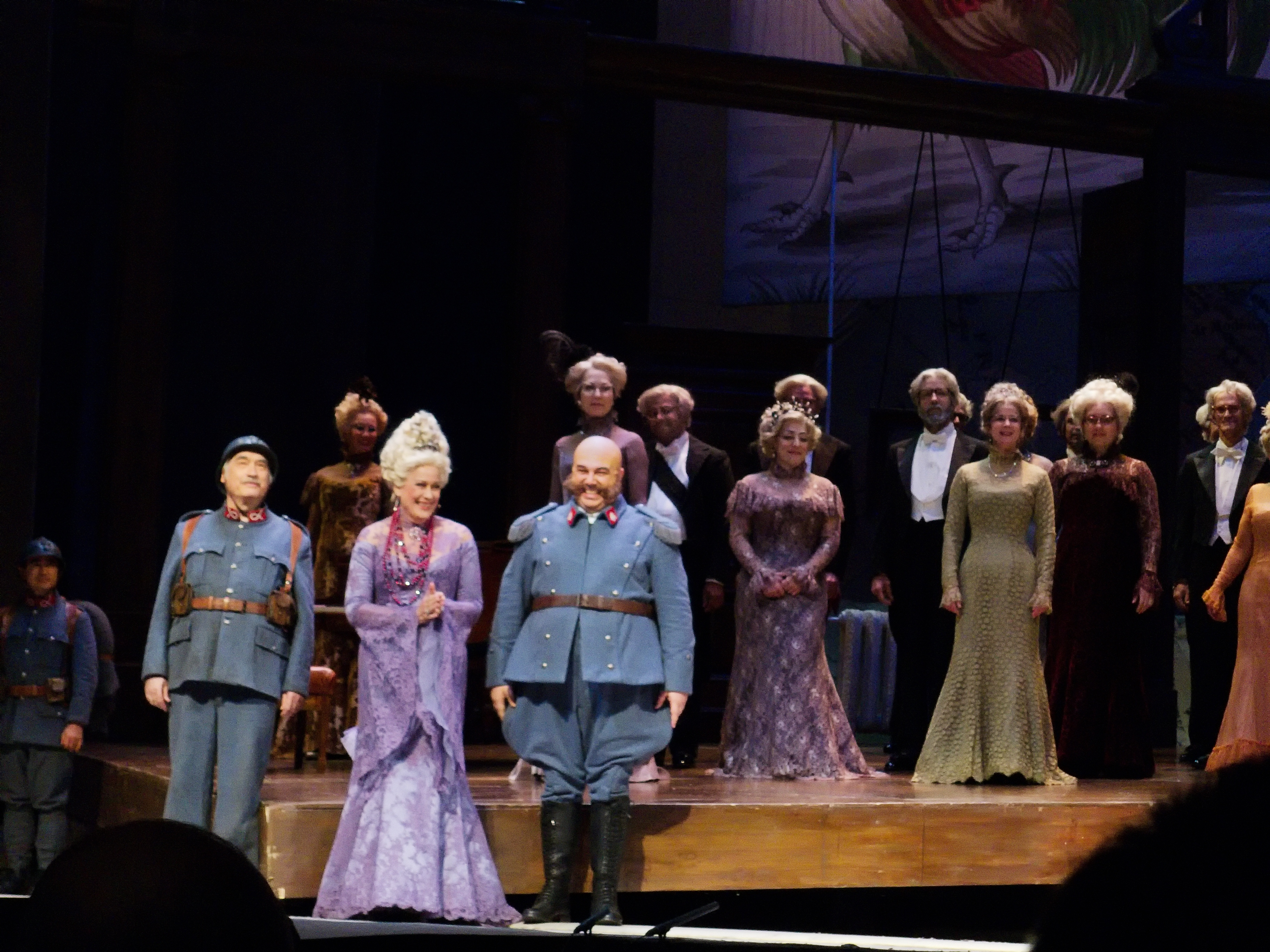
Kiri Te Kanawa (první řada uprostřed) jako vévodkyně z Krakentorpu v opeře Gaetana Donizettiho Dcera pluku. Metropolitní opera v New Yorku, 24. prosince 2011.

Proslavila ji operní verze muzikálu Leonarda Bernsteina West Side Story, dále pak její ztvárnění rolí v operách Giacoma Pucciniho a Wolfganga Amadea Mozarta (mj. Figarova svatba). Zpívala italsky, francouzsky, německy, rusky a anglicky. 
Roku 1970 debutovala v Royal Opera House v Londýně jako Xenia v Musorgského Borisi Godunovovi, roku 1974 v Metropolitní opeře v New Yorku jako Desdemona ve Verdiho opeře Othello, roku 1978 pak v milánském Teatro alla Scala. Nahrála také jazzové album s dirigentem Andre Previnem. 

## Vyznamenání
- Dáma-komandérka Řádu britského impéria – 1982[1]
- čestný člen Řádu Austrálie – 26. ledna 1990 – za službu v oblasti umění, zejména v opeře, a za služby společnosti[2]
- Řád Nového Zélandu – 17. června 1995[3]
- Řád společníků cti – 9. června 2018 – za službu hudbě – předán dne 20. prosince 2018 Charlesem, princem z Walesu během ceremonie v Buckinghamském paláci v Londýně[4]